# Rimersburg
Rimersburg är en kommun av typen borough i Clarion County i Pennsylvania. Vid 2010 års folkräkning hade Rimersburg 951 invånare.